# Johann Christoph Denner
Johann Christoph Denner (ur. 13 sierpnia 1655 w Lipsku, zm. 26 kwietnia 1707 w Norymberdze) – niemiecki konstruktor instrumentów dętych drewnianych epoki baroku, któremu przypisywane jest wynalezienie klarnetu.
Denner uczył się budowy instrumentów w warsztacie swojego ojca a wiedzę tę przekazał później swoim synom. Przyjmuje się, że wynalazł klarnet z dwiema klapami ok. 1690, podczas prac usprawniających chalumeau. Dodatkowe dwie klapy dodane do chalumeau zwiększyły skalę nowego instrumentu do dwóch oktaw. Synowie Dennera rozbudowali klarnet o trzecią klapę w 1720.